# کار کثیف (فیلم ۱۳۹۶)
کار کثیف فیلمی به کارگردانی و نویسندگی و تهیه‌کنندگی خسرو معصومی است. موضوع این فیلم دربارهٔ کار و مهاجرت است و ۸۰ درصد این فیلم در ترکیه فیلمبرداری شده و ۲۰ در بابلسر 

## خلاصه داستان فیلم
فرهاد تصمیم می‌گیرد برای مهاجرت به ترکیه سفر کند اما به دلیل گرفتاری‌هایی که برایش رخ می‌دهد نه تنها مهاجرت، بلکه برای بازگشتش به ایران نیز در هاله‌ای از ابهام قرار می‌گیرد.